# 栗山夕璃
栗山夕璃（くりやま ゆうり）は、日本のシンガーソングライター、DJ、ボカロP。音楽バンド・Van de Shopに所属。ボカロP・蜂屋ななしとしても活動していた。

## 略歴
小学六年生の時にBUMP OF CHICKENの楽曲を聞き、音楽に興味を持ち始める。その後ギターを買い、高校で軽音楽部に入部して音楽活動を開始。
家庭の事情で高校2年生から一人暮らしを始める。その後自分で生活費を稼ぎながら大学に行くため必死に勉強し、ニューヨークの大学に合格したが、大学に行くための親のサインが貰えず、無理が祟った結果入院。後に栗山自身は当時の事を「世界を恨んでいた」と振り返っている。その後2014年の入院中に理不尽な環境に対する怒りから「聞いた人を不快にさせよう」という負の感情からボカロ曲を投稿し、ボカロPとしての活動を始める。
2016年には友人と組んだバンド「Van de Shop」との共作、『ONE OFF MIND』がニコニコ動画にて初の「殿堂入り」を果たす。そのボカロ曲としては珍しい繊細な生音や、オシャレ、中毒性がある、と評される曲風が人気を集め、一躍人気ボカロPとなった。しかし2020年8月に突如引退を発表。本人はその理由として、「蜂屋ななし」として活動を始めた理由である、世の中に対する怒りや鬱憤が解決できたことを挙げている。
その後6ヶ月間沈黙を保ち続けたが、2021年2月、シンガーソングライターの栗山夕璃として活動を開始することを発表。同年10月には蜂屋ななしとしての最後のフルアルバム『Anaphylaxie Bea』をリリース。また3ピースバンド、Van de Shopとしての初の作品「レセプション」を配信リリースした。

## 人物
- ファンの名称は蜂屋組である。そのためファンからは組長と呼ばれている。
- 同じボカロPの煮ル果実と親交が深く[4]、煮ル果実の作品「イヱスマン」では共同編曲を行っている。また逆に栗山の作品「ディジーディジー」では煮ル果実が共同編曲を担当している。
- メニエール病を発症したことがある[1]。

## ディスコグラフィー

### シングル

#### 蜂屋ななし名義
| 発売日         | タイトル                  |
| -------------- | ------------------------- |
| 2015年7月15日  | ONE ROOM LOVERS feat.GUMI |
| 2019年6月24日  | Forgery - EP              |
| 2019年11月1日  | ジターバグ                |
| 2020年2月7日   | Multi End - EP            |
| 2020年2月7日   | プレシャスジャンク        |
| 2020年2月7日   | プラシーボ                |
| 2020年2月7日   | ノイローゼ                |
| 2020年2月7日   | シャボン                  |
| 2020年2月7日   | オペ                      |
| 2020年12月28日 | バイタルサイン            |
| 2020年12月28日 | ディジーディジー          |
| 2020年12月28日 | ゾートロープ              |
| 2020年12月28日 | 心噺 (feat. v4 flower)    |

栗山夕璃名義
| 発売日         | タイトル                     |
| -------------- | ---------------------------- |
| 2021年3月12日  | パープルハイプ               |
| 2021年11月5日  | アナフィラキシー(Self cover) |
| 2022年3月19日  | フェレス                     |
| 2022年10月14日 | シルバーツインズ             |
| 2023年4月7日   | 林檎と柘榴                   |
|                |                              |

#### 栗山夕璃 楽曲提供
| 発売日         | アーティスト / タイトル                              |
| -------------- | ---------------------------------------------------- |
| 2022年7月20日  | nastumi / アンバーアンバーム                         |
| 2022年9月8日   | 山下優太郎 / 無色透明                                |
| 2022年3月19日  | 山下優太郎 / 藍色に染まる                            |
| 2022年12月21日 | すとぷり / 霹靂                                      |
| 2023年4月7日   | 三月のパンタシア / ピアスを飲む                      |
| 2023年4月14日  | 三月のパンタシア / レモンの花                        |
| 2023年5月24日  | シユイ / あんたがたどこさ                            |
| 2023年11月28日 | ワンダーランズ×ショウタイム / フィラメントフィーバー |
|                |                                                      |

Van de Shop名義
| 発売日         | タイトル                       |
| -------------- | ------------------------------ |
| 2021年11月26日 | レセプション                   |
| 2022年2月3日   | コメディなヒーローになれたなら |
| 2022年7月1日   | アグリースワン                 |

### アルバム

#### 栗山夕璃名義
| 発売日         | タイトル        | 規格品番  | 備考             |
| -------------- | --------------- | --------- | ---------------- |
| 2021年10月13日 | Anaphylaxie Bee | DUED-1288 | オリコン最高36位 |

#### Van de Shop名義
| 発売日        | タイトル | 規格品番                              | 備考 |
| ------------- | -------- | ------------------------------------- | ---- |
| 2022年8月17日 | 鯨骨群衆 | KNOW-0006:初回限定盤 KNOW-0007:通常盤 |      |